# إيلزا زيلبرشتاين
إيلزا زيلبرشتاين (بالفرنسية: Elsa Zylberstein)، هي ممثلة فرنسية. بدأت مسيرتها السينمائية عام 1989 بعد دراستها لفن التمثيل، وظهرت منذ ذلك الحين في أكثر من 60 فيلمًا. فازت بجائزة سيزار لأفضل ممثلة في دور مساعد عن دورها في فيلم لقد أحببتك منذ زمن طويل (2008).

## التعليم
تعلمت في مدرسة فلوران ‏.

## جوائز
حصلت على جوائز منها:
- Chlotrudis Award for Best Supporting Actress  [لغات أخرى]‏، عن عمل: I've Loved You So Long [الإنجليزية]‏ (2009)[7]
- جائزة سيزر لأفضل ممثلة مساعدة، عن عمل: I've Loved You So Long [الإنجليزية]‏ (2009)[8]
- جائزة رومي شنايدر  [لغات أخرى]‏ (1993).

## وصلات خارجية
- ايلسا ستيانر على موقع IMDb (الإنجليزية)
- ايلسا ستيانر على موقع قاعدة بيانات الأفلام العربية
- ايلسا ستيانر على موقع ألو سيني (الفرنسية)
- ايلسا ستيانر على موقع ميوزك برينز (الإنجليزية)
- ايلسا ستيانر على موقع أول موفي (الإنجليزية)
- ايلسا ستيانر على موقع قاعدة بيانات الأفلام السويدية (السويدية)
- ايلسا ستيانر على موقع قاعدة بيانات الفيلم (الإنجليزية)
- ايلسا ستيانر على موقع كينوبويسك (الروسية)